# 奥基乔比站 (迈阿密地铁)
奥基乔比站（英語：Hialeah station）是美国佛羅里達州邁阿密-戴德縣海厄利亚的一座迈阿密地铁车站，由邁阿密-戴德公共交通局（MDT）运营管理，具体位置位于西第20街和西奥基乔比路（SR 25／US 27）的交界處。奥基乔比站於1985年5月19日正式啟用，在帕尔梅托站于2003年启用以前，奥基乔比站曾经是迈阿密地铁系统的北端终点站。车站建筑布局形式为高架车站，车站设有两条股道及一个岛式站台。

## 车站结构
| P 站台层 | 南行方向                   | ▉ 迈阿密地铁绿线，往达德兰南方向（海厄利亚）  |
| P 站台层 | 岛式站台，左边车门将会开启 |                                               |
| P 站台层 | 北行方向                   | ← ▉ 迈阿密地铁绿线，往帕尔梅托方向 （终点站） |
| G 地面层 | 站厅                       | 出入口、巴士站、停车场                        |

## 外部連結
- Miami-Dade County: Metrorail Stations（页面存档备份，存于）